# Jarrett J. Krosoczka
Jarrett J. Krosoczka (né le 22 décembre 1977 à Worcester) est un auteur de bande dessinée et de livres jeunesse américain.

## Récompenses
- 2019 : Prix Harvey du livre de l'année pour Une touche de couleur[1]